# Banc Internacional per a la Reconstrucció i el Desenvolupament

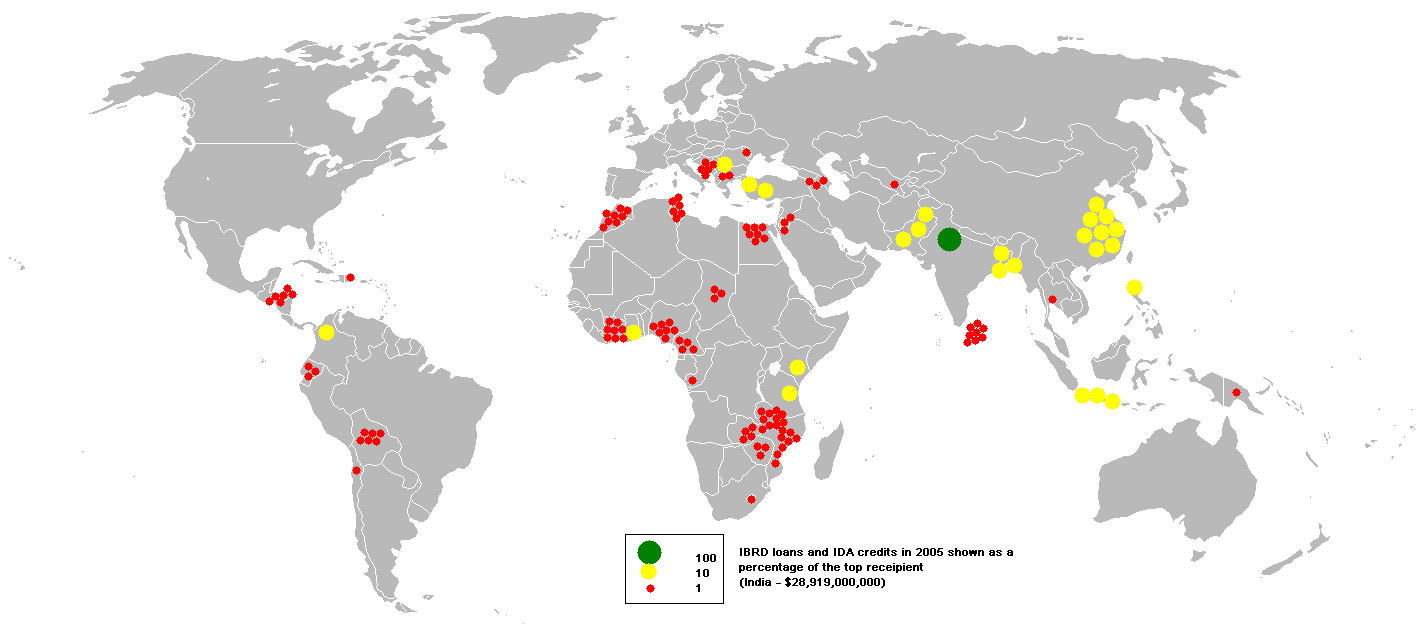
Préstecs IBRD i crèdits IDA al 2005

El Banc Internacional per a la Reconstrucció i el Desenvolupament (IBRD, en anglès, International Bank for Reconstruction and Development) és una de les cinc institucions que comprenen el Grup del Banc Mundial. El IBRD és una organització internacional la missió del qual era finançar la reconstrucció dels països devastats per la Segona Guerra Mundial. En l'actualitat, la seva missió s'ha concentrat en la lluita en contra de la pobresa finançant els estats. La seva operació es manté mitjançant pagaments regulats pels seus estats membres. La finalitat d'aquest organisme financer internacional es pot especificar en tres eixos: contribuir a la reconstrucció dels països, ajudar a elevar el nivell de vida dels habitants dels estats membres mitjançant el creixement equilibrat i cooperar en la transició d'una economia de guerra vers una economia de pau.
El IBRD va entrar en funcionament el 27 de desembre del 1945, després de la ratificació internacional dels Acords de Bretton Woods, Nou Hampshire.

## Història
Els acords de Bretton Woods es basaven en les idees d'economistes que havien viscut les catàstrofes econòmiques del període d'entreguerres, proposaven la constitució d'organismes que possibilitessin la cooperació internacional, en la diplomàcia (ONU), en el sistema monetari internacional (FMI), en el comerç mundial (GATT) i en la reconstrucció econòmica (BIRD), a més eren partidaris d'aplicar polítiques macroeconòmiques discrecionals per estabilitzar economies nacionals i optaven pels tipus de canvis fixos ajustables per afavorir el comerç.
L'IBRD va començar les seves operacions financeres el 25 de juny del 1946 i aprovà el seu primer préstec el 9 de maig del 1947. Va concedir 250 milions de dòlars a França per a la reconstrucció de la postguerra. Aquest ha estat el préstec més gran aprovat pel banc fins avui en dia.
Aquest organisme fou establert sobretot com un mecanisme per a la reconstrucció les economies devastades per la Segona Guerra Mundial d'Europa i el Japó després de la Segona Guerra Mundial, amb un mandat addicional per a fomentar el desenvolupament econòmic als països en via de desenvolupament a Àfrica, Àsia i Amèrica Llatina. Al principi, el banc es va centrar sobretot en projectes d'infraestructures de llarg termini: construcció de carreteres, aeroports,ports, preses i centrals elèctriques. Quan Europa van adquirir un cert nivell de renda per capita, l'IBRD es va centrar sobretot en els països en vies de desenvolupament. Els bons resultats de la reconstrucció va estimular la proposta de reconvertir l'IBRD en un banc que ajudés al desenvolupament dels països en procés de descolonització, va passar a denominar-se Banc Mundial. El 1960 com una secció del Banc es va crear l'Associació Internacional de Foment, amb intenció de facilitar crèdits tous o sense interessos als països del Tercer Món. Des dels principis dels anys 90 del segle xx, també ha proporcionat finançament als estats post-socialistes de l'Europa Oriental i de l'antiga Unió Soviètica. En l'actualitat gran part dels seus crèdits es dediquen a prestar finançament per fer front a desequilibris en la balança de pagaments, deute que els països perifèrics no poden assumir. Per tant, si bé en la primera fase de la seva història va contribuir a la reactivació d'economies devastades, a finals del segle XX ha acabat sovint facilitant crèdits que acaben generant més deute, sense reactivar les economies endeutades i amb la percepció que els seus préstecs impliquen condicions que porten més ajustos i a l'estancament econòmic.

## Organització interna
La formació dels organismes directius i la presa de decisions de l'IBRD es realitzen com en qualsevol societat per accions; els accionistes majoritaris controlen l'entitat. Per a repartir el nombre de vots, se segueix el mateix sistema que l'FMI, 250 vots per ser membre, més un addicional per cada acció de 100.000 dòlars subscrita. Aquesta manera de repartir vots genera, de fet, malgrat que no existeixi legalment, el dret de veto dels Estats Units a la presa de decisions del IBRD, ja que és el país que té més capital subscrit al Banc, tot i que alguns països com Japó han sol·licitat l'augment relatiu de la seva quota. A l'organigrama de l'IBRD hi sobresurt la Presidència, els Directors Executius, l'Assemblea anual conjunta de IBRD-FMI i els congressos sectorials i regionals. La Presidència de l'IBRD correspon a la Junta de Governadors, normalment els governadors dels Bancs emissors de cada estat. Els països principals accionistes de l'IBRD (Estats Units, Alemanya, França, Japó i el Regne Unit) tenen dret a un Director Executiu i la resta dels Directors Executius (avui en dia, fins a 24) es trien mitjançant coalicions dels països que arribin a un percentatge mínim per a poder tenir-hi representació.

## Funcionament
L'IBRD proporciona préstecs als governs i a les empreses públiques, sempre amb una garantia governamental (o sobirana) de reemborsament. Els fons per a aquests préstecs provenen sobretot de bons emesos pel Banc Mundial als mercats de capitals globals -normalment de 12 a 15 bilions de dòlars cada any-. Aquests bons són classificats com AAA (els de més alta qualificació possible), perquè són sostinguts per part dels estats membres, així com de les garanties sobiranes dels prestataris. A més, els préstecs que són pagats es reciclen.
Degut a la classificació de crèdit de l'IBRD, aquest pot manllevar a taxes d'interès relativament baixes. Com que la majoria dels països en vies de desenvolupament tenen males qualificacions de crèdit, l'IBRD pot prestar als països a tipus d'interès que els són molt més atractius, fins i tot després d'agregar un petit marge (proper a l'1%) per a cobrir les despeses administratives.

## Recursos i Capital
Els recursos propis es componen de capital social i dels aconseguits a través de les emissions de bons als mercats de capitals. Ara bé, el Banc té prohibida la seva intervenció si existeixen o poden existir inversors internacionals privats interessats en el finançament en condicions acceptables per al govern sol·licitant. És a dir, la seva funció només és subsidiària de la dels mercats de capitals. El capital inicial fou de 10.000 milions de dòlars que, com es pot apreciar, era insuficient per a afrontar els reptes de finançament de la reconstrucció europea per a la que s'havia concebut. La quota de cada país depenia i depèn de la seva participació en el capital del Fons Monetari Internacional, però només el 20% és d'obligat desemborsament i de lliure utilització per part del Banc. El Banc Mundial ha mantingut força estable el pes dels seus crèdits respecte a l'evolució del PIB mundial. Actualment, la major part del seu capital prové d'emissions de bons subscrits sobretot per entitats financeres privades. Es poden identificar dues causes que dificulten l'ampliació dels fons aportats pels estats al Banc Mundial: l'interès dels Estats Units per no alterar el seu pes en la participació en les quotes del Fons i de forma paral·lela la tendència a la privatització deguda a hegemonia neoliberal.

## Governança
Hi ha cinc «institucions estretament associades» que tenen cadascuna un «paper distint» i junts formen el Banc Mundial: el BIRF, l'Associació Internacional de Foment (AIF), la Corporació Financera Internacional (CFI), que «inverteix en empreses privades i promou l'esperit empresarial», l'Organisme Multilateral de Garantia d'Inversions (OMGI), que garanteix préstecs, i el Centre Internacional d'Arranjament de Diferències Relatives a Inversions (CIADI). La seva missió és «lluitar contra la pobresa i millorar el nivell de vida de les persones en el món en desenvolupament.» En 2018, el Grup del Banc Mundial era «una de les majors fonts mundials de finançament i coneixements per als països en desenvolupament. « De les cinc institucions, el BIRF i la AIF són les dues unitats més grans del Banc Mundial. Quan un país aconsegueix un PIB per persona superior a 1.145 dòlars, deixa de ser elegible per al suport financer de la AIF. Per exemple, dels països BRIC, la Xina va deixar de ser elegible en 1999 i en 2014 l'Índia.
El BIRF està regit per la Junta de Governadors del Banc Mundial, que es reuneix anualment i està formada per un governador per país membre (la majoria de les vegades, el ministre de Finances o el secretari del Tresor del país). La Junta de Governadors delega en el Consell d'Administració la major part de la seva autoritat en assumptes quotidians com els préstecs i les operacions. El Consell d'Administració està compost per 25 directors executius i està presidit pel President del Grup del Banc Mundial. Els directors executius representen col·lectivament als 189 Estats membres del Banc Mundial. El president supervisa la direcció general i les operacions diàries del BIRF.
El Banc i la AIF operen amb una plantilla d'aproximadament 10.000 empleats.
El 9 d'abril de 2019, el president dels Estats Units Donald Trump va nomenar a David Malpass president del Grup del Banc Mundial. Malpass havia estat un dels assessors econòmics del president Trump i alt funcionari del Departament del Tresor dels Estats Units. Els països membres del BIRF no van patrocinar a un «candidat rival» i Malpass es va convertir en president, a pesar que és crític amb el paper del BIRF.

## Serveis

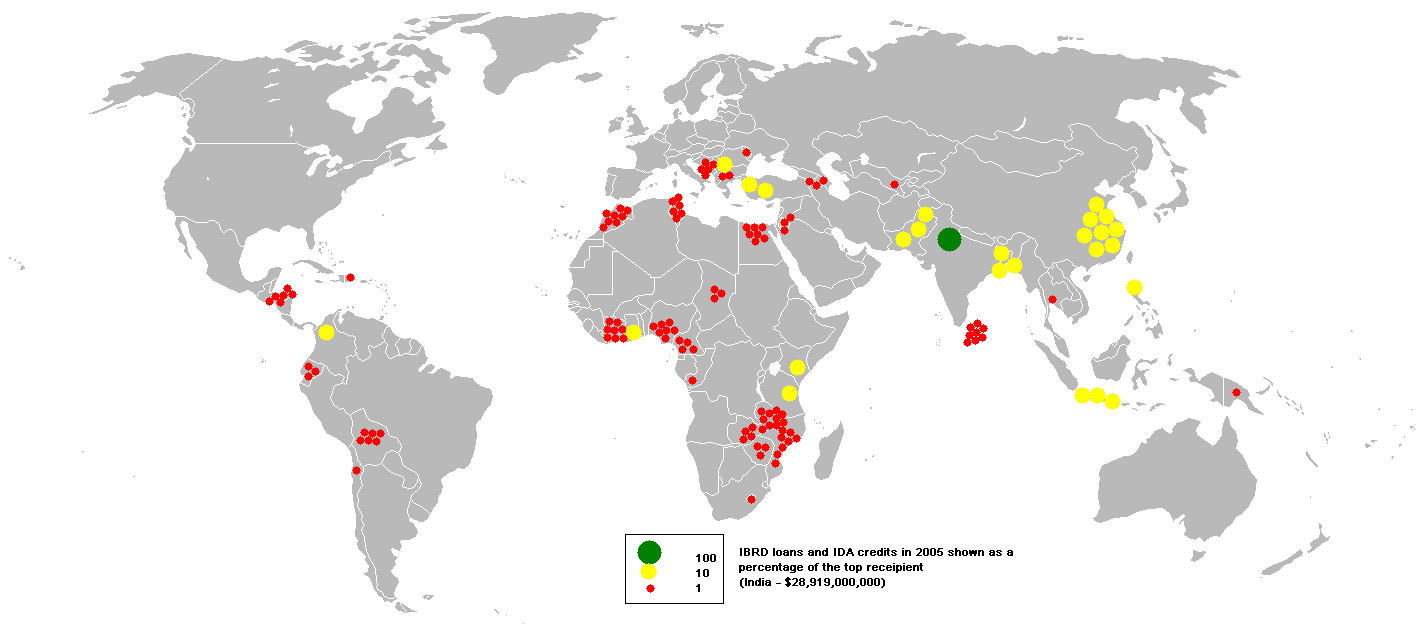
Préstecs del BIRF i crèdits de la AIF en 2005

El BIRF proporciona serveis financers, així com serveis de coordinació i informació estratègica als seus països membres prestataris. El Banc només finança directament a governs sobirans o projectes recolzats per governs sobirans. La Tresoreria del Banc Mundial és la divisió del BIRF que gestiona la cartera de deute del Banc, que ascendeix a més de 100.000 milions de dòlars, i les operacions de derivats financers, que ascendeixen a 20.000 milions de dòlars.
El Banc ofereix préstecs flexibles amb venciments de fins a 30 anys i calendaris de reemborsament personalitzats. El BIRF també ofereix préstecs en moneda local. A través d'un esforç conjunt entre el BIRF i la Corporació Financera Internacional, el Banc ofereix finançament a entitats subnacionals amb o sense garanties sobiranes. Per als prestataris que necessiten un finançament ràpid per a un canvi inesperat, el BIRD opera una opció de disposició diferida que serveix com una línia de crèdit amb característiques similars al programa de préstecs flexibles del Banc. Entre els productes de millora del crèdit i de garantia del Grup del Banc Mundial, el BIRD ofereix garanties basades en polítiques per a cobrir el risc d'impagament sobirà dels països, garanties parcials de crèdit per a cobrir el risc de crèdit d'un govern sobirà o d'una entitat subnacional, i garanties parcials de risc per a projectes privats per a cobrir l'incompliment d'un govern de les seves obligacions contractuals. La garantia de risc parcial Enclavament del BIRD (Enclave Partial Risk Guarantee) cobreix projectes privats en països membres de la AIF contra l'incompliment de les obligacions contractuals per part dels governs sobirans. El Banc ofereix una sèrie de productes de gestió de riscos financers que inclouen swaps de divises, conversions de divises, swaps de tipus d'interès, topalls i sòls de tipus d'interès i swaps de matèries primeres. Per a ajudar els prestataris a protegir-se contra catàstrofes i altres riscos especials, el banc ofereix una Opció de Disposició Diferida per a Catàstrofes que proporciona finançament després d'un desastre natural o un estat d'emergència declarat. També emet bons per a catàstrofes que transfereixen els riscos catastròfics dels prestataris als inversors. El BIRF va informar de 23.200 milions de dòlars en compromisos de préstec per a 1000 projectes l'any fiscal 2019. Els 10 principals prenedors van ser l'Índia, Indonèsia, Jordània, Egipte, l'Argentina, la Xina, el Marroc, Turquia, Ucraïna i Colòmbia. El sector més secundat va ser l'Administració Pública.